# Templul lui Confucius din Beijing

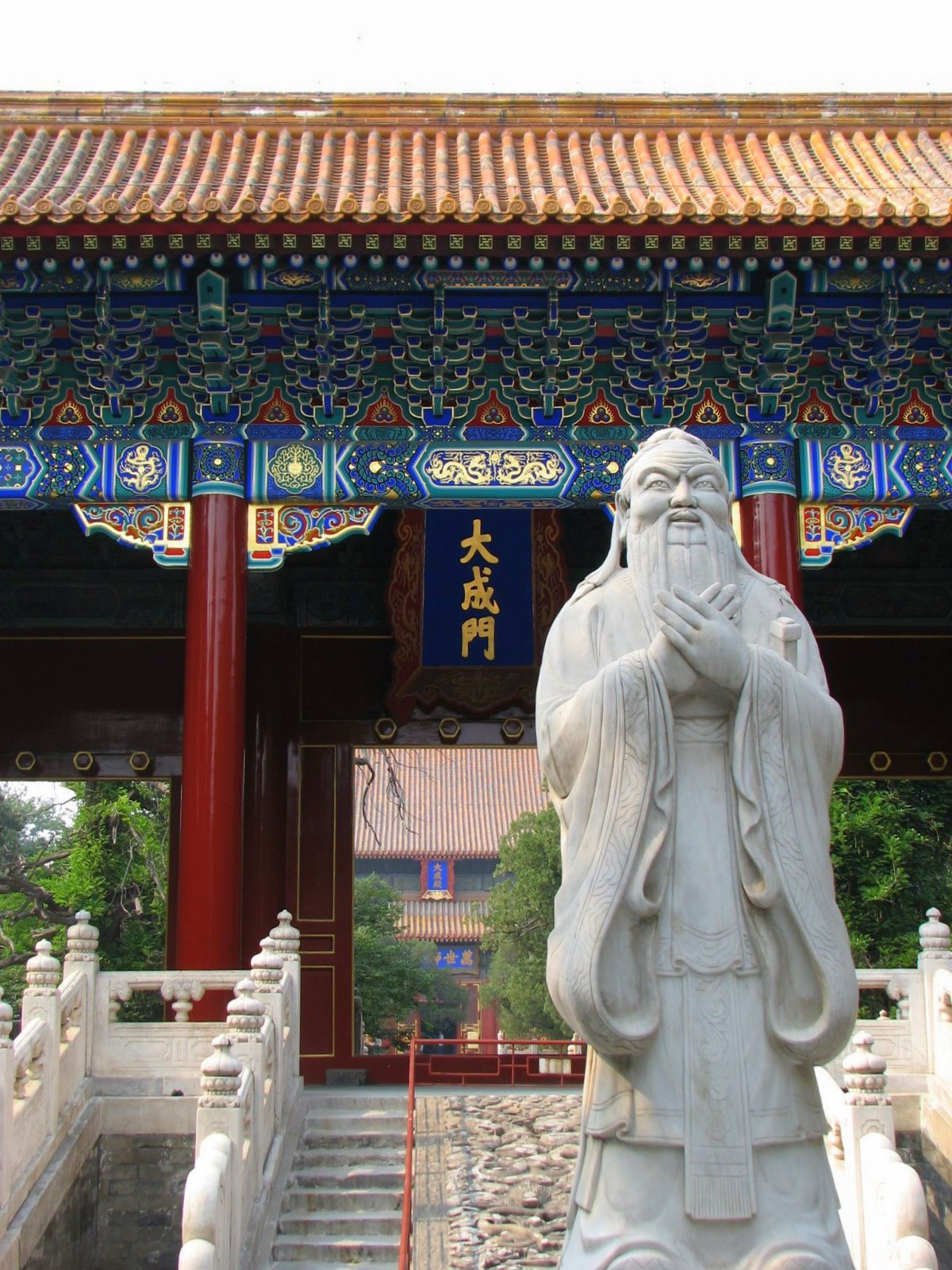
Statuia lui Confucius

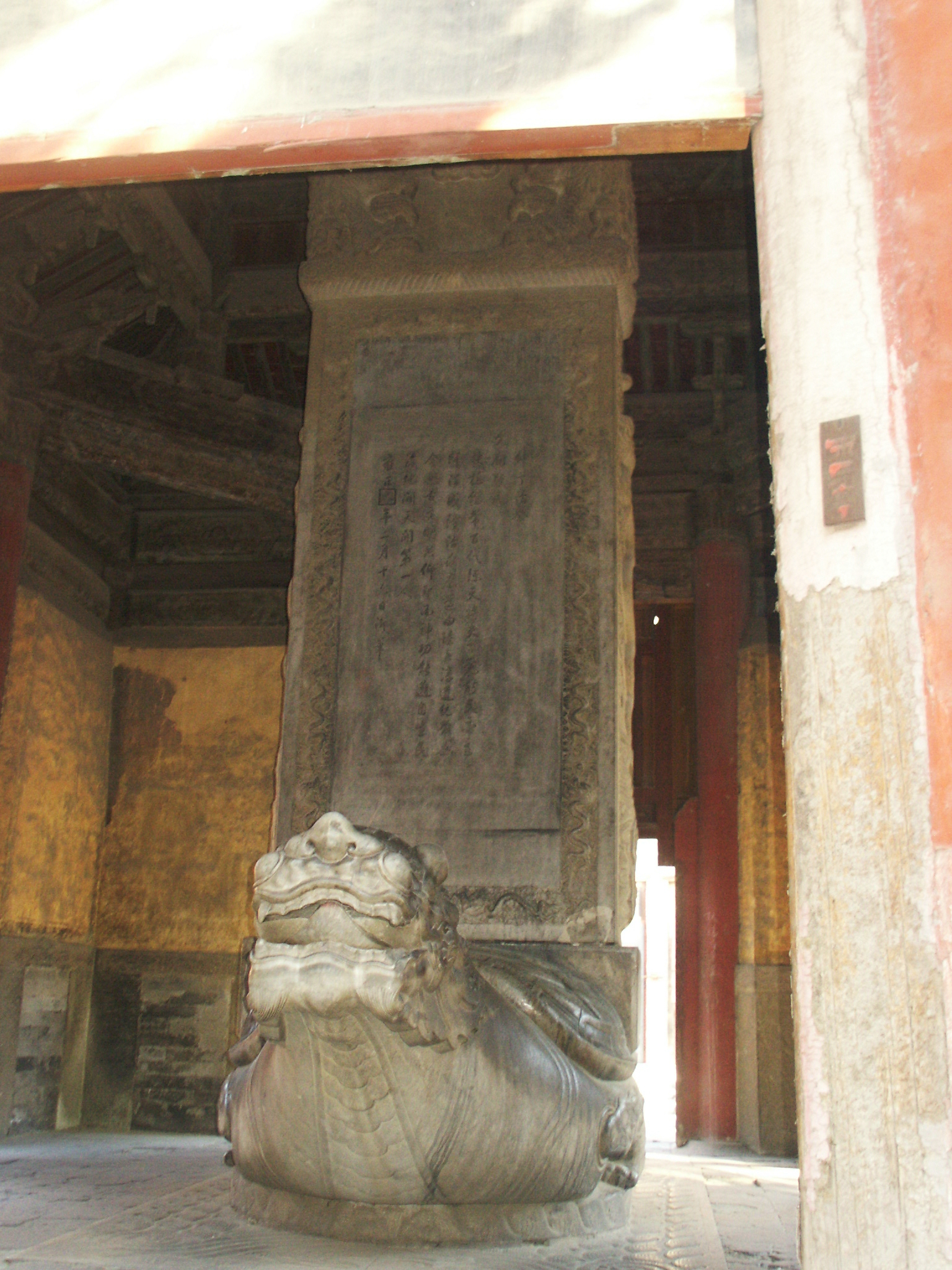
Tabletă de piatră pe spatele unui bixi, în Templul lui Confucius

Templul lui Confucius din Beijing (în chineză simplificată: 北京孔庙; chineză tradițională: 北京孔廟; pinyin: Beijing Kǒngmiào) este al doilea cel mai mare templu confucianist din China, după cel din orașul natal al lui Confucius, Qufu.

## Istoric
Templul din Beijing a fost construit în 1302, iar oficialii imperiali l-au folosit pentru a se ruga lui Confucius până în 1911. Complexul a fost mărit cu două ocazii, o dată în timpul dinastiei Ming și din nou în cursul dinastiei Qing. Astăzi acoperă o suprafață de aproximativ 2 hectare. Din 1981 până în 2005, Templul lui Confucius a găzduit și parte a colecției de artă a Muzeului Capitalei. Acesta se află pe Strada Guozijian, în apropierea Academiei Imperiale.

## Descriere
Complexul include patru curți aliniate de-a lungul unei axe centrale. De la sud la nord, structuri notable sunt Poarta Regretatului Maestru (în chineză simplificată: 先师门; pinyin: Xianshimen), Poarta Marii Realizări (în chineză simplificată: 大成门; pinyin: Dachengmen), Sala Marii Realizări (în chineză simplificată: 大成殿; pinyin: Dachengdian) și Sala Admirației Înțeleptului (în chineză simplificată: 崇圣祠; pinyin: Chongshengci). În interiorul templului, există 198 de tablete de piatră poziționate de fiecare parte a primei curți, pe care sunt scrise numele a peste 51.624 de jinshi (oameni foarte învățați) din dinastiile Yuan, Ming și Qing. Există, de asemenea, 14 pavilioane cu stele de piatră din timpul dinastiilor Ming și Qing care dețin diverse documente istorice de la sfârșitul Chinei imperiale.
Există un set de tobe cioplite din piatră (reproduceri ale modelelor timpurii Zhou) create în timpul domniei Împăratului Qianlong (1735-96) al dinastiei Qing. Acestea sunt localizate în Poarta Marii Realizări. Există și o mare colecție de instrumente muzicale antice chinezești, păstrate în Sala Marii Perfecțiuni, alături de altarul central al lui Confucius.
În interiorul templului, există diverse sculpturi. Un exemplu notabil este o celebră sculptură a „doi dragoni în zbor care se joacă cu o perlă printre nori”. Imaginea este rară printre templele confucianiste, deoarece era de multe ori rezervată pentru împărați. Templul conține și stele de piatră cu cele Treisprezece Clasice Confucianiste, prezentate la templu de către orașul Jintan din Provincia Jiangsu.
Templul are mulți copaci bătrâni, inclusiv un chiparos cunoscut sub numele de 触奸柏 (Chujianbai), care a devenit celebru în folclor de-a lungul veacurilor. Numele său provine de la o poveste din era Ming care spune că, atunci când un oficial corupt a trecut pe lângă copac, acesta i-a dat jos pălăria de pe cap, ceea ce a dus în final la condamnarea infractorului. Ulterior, oamenii povesteau cum acest copac special ar putea distinge între bine și rău.